# Puhalșciîna, Kremenciuk
Puhalșciîna (în ucraineană Пухальщина) este un sat în comuna Ialînți din raionul Kremenciuk, regiunea Poltava, Ucraina.

## Demografie
Componența lingvistică a localității Puhalșciîna
     Ucraineană (91,23%)
     Rusă (8,77%)
Conform recensământului din 2001, majoritatea populației localității Puhalșciîna era vorbitoare de ucraineană (91,23%), existând în minoritate și vorbitori de rusă (8,77%).